# Hypnos monopterygius
Genre
Espèce
Synonymes
- Hypnos subnigrum Duméril, 1852
- Lophius monopterygius Shaw, 1795

Statut de conservation UICN

 LC  : Préoccupation mineure
Répartition géographique
Hypnos monopterygius est une espèce de raies électriques endémique aux côtes australiennes qui se rencontre fréquemment dans les profondeurs inférieures à 80 m. Il s'agit de l'unique membre de son genre et de la sous-famille Hypninae au sein de la famille Torpedinidae, que certains taxinomistes choisissent de considérer dans la famille plus large Hypnidae. Cette petite espèce atteint généralement 40 cm de longueur. Les nageoires pectorales développées, la très courte queue ainsi que la taille réduite des nageoires dorsales et caudales situées sur l'arrière du corps donnent au poisson une forme de poire caractéristique. La face supérieure du corps présente différentes teintes de marron ; les yeux sont minuscules alors que la gueule est grande et largement extensible.
Cette raie léthargique et nocturne habite des fonds marins sableux ou vaseux qui lui permettent de s'enterrer pendant la journée. Ses mécanismes d'attaque et de défense génèrent un choc électrique atteignant 200 volts ; un tel choc est douloureux quoique non létal pour l'homme. Ce prédateur vorace se nourrit principalement de poissons osseux benthiques qui ont souvent une taille similaire voire supérieure à Hypnos monopterygius. Cependant, des invertébrés ainsi que de petits manchots et même des rats font partie à l'occasion du régime alimentaire de l'espèce. La reproduction est ovovivipare : lors du développement intra-utérin, les embryons se nourrissent de vitellus puis d'un liquide histotrophe, une sorte de « lait utérin ». La femelle donne naissance à 4 à 8 petits en été. Très robuste et dénué de valeur commerciale, le poisson survit généralement à la capture puis à la remise à l'eau. L'Union internationale pour la conservation de la nature (UICN) range cette espèce dans la catégorie « Préoccupation mineure » : en effet, les populations sont stables et ne semblent pas menacées par les activités humaines.

## Description

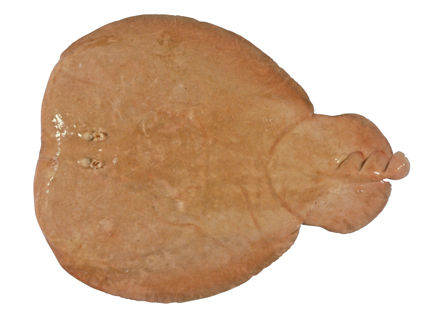
Hypnos monopterygius est reconnaissable grâce à son grand disque formé par les nageoires pectorales et à sa petite queue.

La forme semblable à une poire de Hypnos monopterygius est inhabituelle et distingue cette espèce de toutes les autres raies. Son corps mou présente deux organes électriques en forme de rein de chaque côté de la tête. Les nageoires pectorales forment un disque à peu près aussi long que large : celui-ci est épais au centre et fin sur les bords. Le bord le plus important du corps est droit ou légèrement concave. Les yeux sont minuscules et supportés par de courts pédoncules. Juste derrière les yeux sont les stigmates d'une taille légèrement supérieure ; chez certains spécimens, les stigmates sont surmontés de papilles. Les narines se trouvent juste devant la gueule et y sont reliées par une paire de grandes fentes. Un rabat de peau qui chevauche la gueule est situé entre les narines. Cette gueule d'une grande contenance forme un arc très long et large ; les fines mâchoires se distendent considérablement sans être pour autant particulièrement protrusibles. Les adultes disposent d'une soixantaine de rangées de petites dents dans chaque mâchoire ; chaque dent comprend trois grandes cuspides. Cinq paires de fentes branchiales sont situées sur la partie inférieure du disque que forment les nageoires pectorales,.
Les nageoires pelviennes sont relativement grandes et rejoignent à l'avant le disque des nageoires pectorales : un disque secondaire grossièrement circulaire est ainsi formé. Les deux nageoires dorsales ressemblent à des lobes et sont situées très près de la nageoire caudale : celle-ci est d'une taille similaire et dispose d'une bordure arrondie et presque symétrique. La queue est si courte que la nageoire caudale ne dépasse que de peu le disque des nageoires pelviennes. La peau est entièrement dépourvue d'écailles placoïdes et peut être froissée par endroits. Hypnos monopterygius présente une teinte dorsale qui s'étend du marron sombre ou rougeâtre à des nuances grises, roses ou jaunes ; il arrive que des marques irrégulières de coloris plus clairs ou plus sombres recouvrent partiellement cette face du corps. La surface ventrale est pale, tout comme les papilles,. Les raies de cette espèce peuvent atteindre une longueur de 70 cm, voire 92 cm, même si la plupart mesure autour de 40 cm,.

## Biologie et écologie
Hypnos monopterygius se déplace de façon lente et saccadée. Cet animal nocturne passe la majeure partie de la journée enfoui dans les sédiments en ne laissant voir que ses stigmates. Quand il est dérangé, le poisson a été observé en train d'effectuer ce qui pourrait s'apparenter à un comportement de défense dans lequel il surgit de sa cachette et décrit un cercle en nageant tout en gardant sa gueule grande ouverte. Il arrive qu'un spécimen s'échoue à marée descendante mais ce poisson peut survivre plusieurs heures hors de l'eau,. Ses organes électriques sont composés d'électrocytes : ce sont des cellules particulières dérivées des fibres musculaires remplies d'une substance gélatineuse. Ces électrocytes sont empilées en colonnes verticales, plusieurs colonnes formant finalement un organe électrique ; ce système est comparable à des piles reliées au sein d'un circuit. La raie peut ainsi délivrer un choc pouvant atteindre une puissance de 200 volts ; en dix minutes, 50 chocs de plus en plus faibles peuvent être émis. Cette capacité est utilisée pour maîtriser les proies et dissuader les prédateurs,.

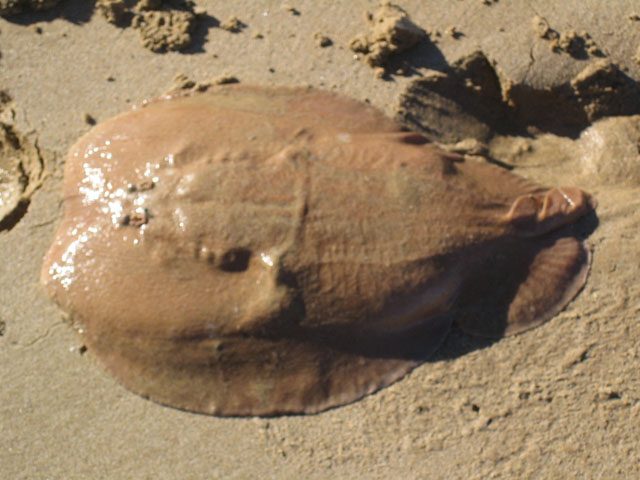
Il est fréquent que des spécimens s'échouent sur le rivage.

Le régime alimentaire de l'espèce se compose principalement de poissons osseux benthiques mais comprend également des céphalopodes et, plus rarement, des crustacés ainsi que des vers polychètes. Des manchots et des rats ont été retrouvés dans l'estomac de spécimens. Le poisson attrape ses proies en chassant à l'affût depuis les sédiments marins : il les avale en entier la tête la première avant de se réenfouir. Les proies sont souvent d'une taille extrêmement importante comparée à celle d'Hypnos monopterygius ; un individu de 60 cm de long a été observé en train d'avaler un poisson-crocodile de 70 cm de long, la queue de la proie dépassant encore de la gueule du prédateur. Il semblerait que des spécimens ait été retrouvés morts après s'être étouffés en tentant d'avaler une proie trop grande,,. Hypnos monopterygius est ovovivipare : lors du développement intra-utérin, les embryons se nourrissent de vitellus puis d'un liquide histotrophe, une sorte de « lait utérin » sécrété par la mère. La femelle donne naissance à 4 à 8 petits en été : ceux-ci mesurent entre 8 et 11 cm de long. Les mâles comme les femelles atteignent la maturité sexuelle quand ils mesurent entre 40 et 48 cm de long,. Les parasites connus pour cette espèce sont les vers Acanthobothrium angelae et Lacistorhynchus dollfusi ainsi que le nématode Echinocephalus overstreeti.

## Répartition géographique et habitat
Hypnos monopterygius est répartie sur un territoire vaste mais disjoint dans les eaux tropicales et tempérées chaudes d'Australie. La partie occidentale de sa distribution s'étend du Golfe Saint-Vincent en Australie-Méridionale jusque Broome en Australie-Occidentale ; pour la partie orientale, l'espèce est présente depuis Eden dans la Nouvelle-Galles du Sud jusque l'Île Héron dans le Queensland. L'espèce n'est présente ni au large de l'État de Victoria, ni au large de la Tasmanie. Ce poisson commun et démersal se rencontre généralement près de la côte, à des profondeurs inférieures à 80 m, même si sa présence a été répertoriée jusqu'à 240 m,. Hypnos monopterygius affectionne les habitats sableux ou vaseux : les plages, les estuaires, les baies ou encore au sein d'herbiers marins ou à proximité de récifs coralliens ou rocheux,.

## Taxonomie et phylogénie
La première référence scientifique s'appliquant à Hypnos monopterygius est l’œuvre du zoologue et botaniste anglais George Shaw et accompagne les illustrations d'un spécimen échoué effectuées par Frederick Polydore Nodder dans l'ouvrage The Naturalist's Miscellany, publié en 1795. Shaw assimile le spécimen à une baudroie et le nomme « baudroie à nageoire unique » ou Lophius monopterygius en latin. En 1852, le zoologue français Auguste Duméril décrit une nouvelle espèce de raie électrique dans un volume de la revue scientifique Revue et Magasin de Zoologie en s'appuyant sur deux spécimens recueillis au large de la Nouvelle-Galles du Sud. Il nomme cette espèce Hypnos subnigrum ; le nom du genre provient du terme grec pour « sommeil », cela renvoie à la capacité que possède cette raie d'induire l'engourdissement. Cependant, l'ichtyologiste australien Gilbert Percy Whitley découvre que le poisson qu'a illustré Nodder est celui décrit par Duméril : le nom binominal devient alors Hypnos monopterygius. En 1902, l'ichtyologiste australien Edgar Ravenswood Waite propose de remplacer le nom du genre Hypnos par Hypnarce par crainte d'une confusion avec Hypna, un genre de papillons. Néanmoins, le Code international de nomenclature zoologique (CINZ) ne paraît pas réclamer le changement et Hypnarce demeure considéré comme un synonyme plus récent.
Appelé « coffin ray » en anglais, ce poisson ne dispose pas de nom vulgaire reconnu en français. Le nom anglais renvoie à la forme de cercueil (coffin) que prennent les spécimens morts échoués dont le corps est enflé. Des études phylogénétiques s'appuyant sur la morphologie ont démontré que le genre Hypnos est très étroitement lié au genre Torpedo. Ainsi, certains taxonomistes classent l'espèce dans le genre Torpedo, au sein de la famille Torpedinidae (et dans sa propre sous-famille, Hypninae). D'autres taxonomistes considèrent en revanche que le genre Hypnos est assez singulier pour disposer de sa propre famille, Hypnidae,.

## Relations avec l'homme
La raie a tendance à rester immobile et dissimulée sur le fond marin quand on l'approche. Ainsi, de nombreux plongeurs et nageurs ont subi le choc électrique en touchant un spécimen par mégarde,. Si le choc n'est pas mortel, il peut tout de même être relativement sérieux. Ce choc électrique est perceptible en versant de l'eau de mer sur le poisson. Hypnos monopterygius n'a aucune valeur commerciale. En 1883, le zoologue Edward Pierson Ramsay remarque qu'il s'agit de la seule raie présente à Port Jackson qui ne soit pas comestible. Souvent involontairement pris dans les chaluts, ce poisson est suffisamment robuste pour être remis à la mer vivant. Le poisson est aussi attrapé dans des casiers à homards et plus rarement en pêche sous-marine. Puisque la population de l'espèce est répandue, l'Union internationale pour la conservation de la nature (UICN) classe cette espèce dans la catégorie « Préoccupation mineure » sur sa liste rouge. Cette raie peut être observée en captivité dans des aquariums publics mais elle continue cependant à se nourrir de proies vivantes.